# Dutty Rock
A Dutty Rock Sean Paul reggae/dancehall énekes második nagylemeze. 2002. november 26-án jelent meg.

## Számlista
1. Dutty Rock (Intro) – 2:24
2. Shout (Street Respect) – 3:43
3. Gimme the Light – 3:46
4. Like Glue – 3:53
5. Get Busy – 3:32
6. Baby Boy (Beyoncéval közösen) – 4:05
7. Top of the Game (közreműködik Rahzel) – 4:03
8. Ganja Breed (közreműködik Chico) – 3:15
9. Concrete – 3:54
10. I'm Still in Love with You (közreműködik Sasha) – 4:32
11. International Affair (közreműködik Debbie Nova) – 3:48
12. Can You Do the Work (közreműködik Ce'Cile) – 3:24
13. Punkie – 3:47
14. My Name – 3:40
15. Jukin' Punny – 2:02
16. Gimme the Light (Pass the Dro-Voisier Remix) (közreműködik Busta Rhymes) – 3:20
17. Bubble (közreműködik Fahrenheit) – 3:47
18. Shake That Thing – 3:54
19. Esa Loca (közreműködik Tony Touch & R.O.B.B.) – 3:46
20. Punkie (Español) – 3:35